# Прецессия Томаса
Преце́ссия То́маса — кинематический эффект специальной теории относительности, проявляющийся в изменении ориентации векторов, связанных с неинерциальной системой отсчёта, относительно лабораторной системы отсчёта.
Использован Люэлином Томасом в 1926 году для объяснения спин-орбитального взаимодействия электрона в атоме. Если на вращающийся гироскоп действует сила, изменяющая его скорость, но отсутствует момент силы, то в классической механике такой гироскоп при движении будет сохранять ориентацию собственного момента вращения (спина). В теории относительности это уже не так, и при изменении скорости гироскопа будет происходить и изменение вектора его спина. Математически этот эффект связан с групповыми свойствами преобразований Лоренца — их некоммутативностью.

## История вопроса
Эффект Томаса был известен французскому математику Э. Борелю в 1913 году. Борель отметил некоммутативность неколлинеарных преобразований Лоренца и оценил в низшем порядке по 1/с2 угол поворота координатных осей движущейся с ускорением системы отсчёта. В том же году два математика из Гёттенгена, Фоппл и Даниэл, получили точное релятивистское выражение для угла поворота при движении тела по окружности. Примерно в то же время прецессия координатных осей обсуждалась Зильберштейном. В 1922 году Э. Ферми рассмотрел параллельный транспорт систем отсчета в общей теории относительности.
В пространстве Минковского перенос Ферми приводит к прецессии Томаса. Наконец, в 1926 году в журнале Nature была опубликована заметка Томаса, которая объяснила отклонение на фактор ½ данных измерений от предсказаний теории тонкой структуры атома водорода, связывавшей спин-орбитальное расщепление с прецессией Лармора. Томас ограничился вычислением в низшем порядке по 1/с2. Работа привлекла большое внимание и эффект прецессии координатных осей при ускоренном движении стал называться «прецессией Томаса». Единственным источником, который был известен Томасу, являлась работа Де Ситтера о прецессии Луны, опубликованная в сборнике Артура Эддингтона.

## Описание эффекта
Пусть неинерциальная система отсчёта в момент времени t имеет относительно лабораторной (инерциальной) системы отсчёта K скорость v, а в момент времени t+dt — скорость v+dv. Свяжем в эти моменты времени с неинерциальной системой две сопутствующие ей инерциальные системы K' и K", движущиеся со скоростями {\displaystyle \mathbf {v} } и v+dv. Обозначим через {\displaystyle \mathbb {L} (\mathbf {v} )} матрицу преобразования Лоренца. Пусть скорость системы K" относительно K' равна dv'. Переход от лабораторной системы отсчёта к системе K', а затем от системы K' к системе K" описывается произведением лоренцевских матриц:
{\displaystyle \mathbb {L} (d\mathbf {v} ')\,\mathbb {L} (\mathbf {v} )=\mathbb {R} (\mathbf {n} ,d\phi )\,\mathbb {L} (\mathbf {v} +d\mathbf {v} ),}
где {\displaystyle \mathbb {R} (\mathbf {n} ,\phi )} — матрица 3-мерного вращения декартовых осей вокруг единичного вектора {\displaystyle \mathbf {n} } на угол {\displaystyle \phi } и последовательность матриц обратна последовательности выполняемых преобразований. Параметры этого вращения равны:
{\displaystyle \mathbf {n} \,d\phi =-{\frac {\gamma -1}{v^{2}}}\,[\mathbf {v} \times d\mathbf {v} ],}
где dv и dv' связаны стандартным релятивистским законом сложения скоростей, а {\displaystyle \gamma =1/{\sqrt {1-\mathbf {v} ^{2}/c^{2}}}} — лоренцевский фактор и {\displaystyle c} — скорость света. Таким образом, композиция чистых преобразований Лоренца в общем случае равна не чистому преобразованию Лоренца (бусту), а композиции буста и поворота. Связано это с тем, что группа Лоренца описывает повороты в 4-мерном пространстве-времени. В зависимости от того, в какой плоскости происходит вращение, это может быть буст, 3-мерное вращение или их комбинация. Вращение, возникающее в результате композиции лоренцевских бустов, называется вигнеровским вращением.
Пусть с неинерциальной системой отсчёта связан некоторый вектор S. Если при изменении скорости системы все векторы переносятся параллельным образом с точки зрения сопутствующих систем отсчёта, то в результате вигнеровского вращения происходит поворот этих векторов, который можно записать в форме следующего уравнения Томаса:
{\displaystyle {\frac {d\mathbf {S} }{dt}}=-{\frac {\gamma -1}{v^{2}}}\,[\mathbf {v} \times \mathbf {a} ]\times \mathbf {S} ,}
где a=dv/dt — ускорение относительно лабораторной системы отсчёта. В случае равномерного движения по окружности с угловой скоростью {\displaystyle \omega }, скорость и ускорение перпендикулярны друг другу. В силу уравнения Томаса происходит поворот вектора S с постоянной угловой скоростью
{\displaystyle \Omega =-(\gamma -1)\,\omega .}
Это уравнение было получено впервые Л. Фёпплем и П. Даниэлом. В случае гироскопа данное вращение вектора углового момента называется прецессией Томаса.
В атоме водорода прецессия спина электрона уменьшает спин-орбитальное взаимодействие в два раза. В разложении по степеням 1/c2 уравнения Дирака для атома водорода «половинка Томаса» появляется автоматически. Разнообразные физические и геометрические аспекты прецессии Томаса обсуждаются в монографиях

и статьях методического характера

.